# 沃爾斯頓堡 (北卡羅萊納州)
沃爾斯頓堡（英語：Walstonburg）是一個位於美國北卡羅萊納州格林縣的城鎮。

## 人口
根據2020年美國人口普查的數據，沃爾斯頓堡的面積為1.05平方千米，皆為陸地。當地共有人口193人，而人口密度為每平方千米184人。